# Peña Tahuarda
Peña Tahuarda es un antiguo fortín militar situado en el norte de Marruecos. Fue utilizado por las tropas españolas durante los acontecimientos de la guerra del Rif. Se encuentra situado en la comuna de Tafersit, provincia de Driuch. El acceso se realiza a través de la carretera que une Tafersit con Jemis Temsamám, tomando un desvío que parte del puerto de Tizzi Assa. El fortín se encuentra ubicado en las coordenadas (35°02′25″N 3°33′35″O / 35.04028, -3.55972) a una altitud de 1000 metros sobre el nivel del mar. En 1921, durante el desastre de Annual, en las proximidades de Peña Tahuarda se constituyó la llamada posición A del ejército español, que fue defendida por 86 hombres, todos ellos resultaron muertos y la posición perdida el 28 de julio de 1921. En octubre de 1922 fue tomada por las fuerzas españolas y desde entonces hasta 1924 fue el escenario de diferentes enfrentamientos bélicos con las rifeñas capitaneadas por Abd el-Krim, uno de ellos tuvo lugar el 5 de junio de 1923, cuando tropas de la legión española arrebataron la posición a los rifeños, falleciendo durante la acción el jefe de la legión, teniente coronel Rafael de Valenzuela y Urzaiz junto a 40 de sus hombres.  La construcción se encuentra actualmente (2015) en estado de ruina, fue realizada por el arma de ingenieros de España y consiste es un pequeño recinto cuadrado de 5 metros de lado con una terraza almenada en la planta superior desde la que se domina un amplio territorio.